# Mirakowo (przystanek kolejowy)
Mirakowo – ogólnodostępna bocznica szlakowa i przystanek osobowy w Mirakowie, w gminie Chełmża, w powiecie toruńskim, w województwie kujawsko-pomorskim, w Polsce. Przystanek został zamknięty w dniu 1 października 1999 roku.